# Nycteribia dentata
Nycteribia dentata är en tvåvingeart som beskrevs av Oskar Theodor 1967. Nycteribia dentata ingår i släktet Nycteribia och familjen lusflugor. Inga underarter finns listade i Catalogue of Life.